# Sopa paraguaya

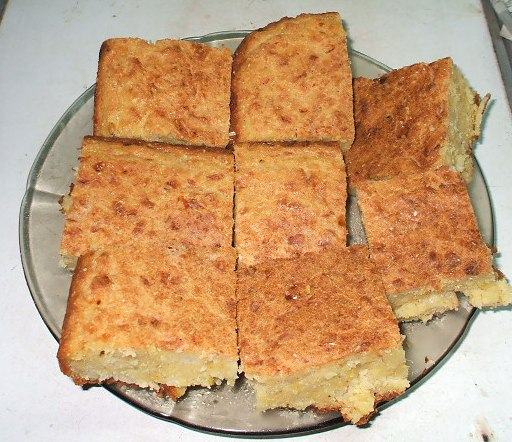
Sopa Paraguaya

Sopa paraguaya (Guaraní: Sópa Paraguái) is een soort van maisbrood uit de Paraguayaanse keuken. De vorm van de bereide gerecht lijkt op een soufflé.
Het gerecht wordt voornamelijk gemaakt van maïsmeel, uien, kaas, vet, eieren, melk en boter. Daarnaast is er een verscheidenheid aan regionale en lokale variëteiten waarbij veelal dezelfde ingrediënten in andere hoeveelheden gebruikt worden.
Volgens de Paraguayaanse folkloriste Margarita Miró Ibars is sopa paraguaya het product van een Guaraní-Spaanse fusie. De Guaraní prepareerden hun voedsel van maïs- of maniokmeel, dat in güembé- of bananenbladeren werd verpakt en gekookt tussen hete as. De kaas, eieren en melk, door de Jezuïeten (voornamelijk van Spaanse afkomst) meegebracht, werden toegevoegd aan het voedsel van de Guaraní.

## Naamsverklaring
De naam kan letterlijk vertaald worden als "Paraguayaanse soep". Hoe deze misleidende naam is ontstaan is niet precies bekend. Volgens een wijdverspreid verhaal had de persoonlijke chef-kok van de voormalige president van Paraguay Carlos Antonio López (1790-1862) op een dag in de favoriete soep van de president te veel maïsmeel gemengd en werd dit gerecht als "dikke soep" opgediend. De president was zo begeesterd van de soep dat hij deze de naam "sopa paraguaya" gaf.
Een ander verhaal, niet minder geloofwaardig, zegt dat in vroegere tijden dit gerecht met verse maïs werd gemaakt en gekookt in de ñaúpyvú (kleipot) en niet in de 'moderne' oven die later door de kolonisten werd ingevoerd. Het lijkt erop dat de eerste Iberiërs die in de Guaranilanden aankwamen, voedsel dat in de ñaúpyvú (kleipot) werd klaargemaakt "soep" noemden. Er wordt aangenomen dat het 'Paraguayaanse' werd toegevoegd om een onderscheid te maken tussen dit gerecht en de soep (bouillon) die door de Europeanen werd gekookt.